# Huashuiwan
Huashuiwan (kinesiska: 花水湾镇, 花水湾) är en köping i Kina. Den ligger i provinsen Sichuan, i den sydvästra delen av landet, omkring 78 kilometer väster om provinshuvudstaden Chengdu. Antalet invånare är 7 189. Befolkningen består av 3 573 kvinnor och 3 616 män. Barn under 15 år utgör 13,0 %, vuxna 15-64 år 72 %, och äldre över 65 år 13,0 %.
Genomsnittlig årsnederbörd är 1 431 millimeter. Den regnigaste månaden är juli, med i genomsnitt 351 mm nederbörd, och den torraste är januari, med 12 mm nederbörd.